# Spencer Leniu

a Compétitions nationales et continentales officielles uniquement.

b Matchs officiels uniquement.
Spencer Leniu, né le 8 septembre 2000 à Auckland (Nouvelle-Zélande), est un joueur de rugby à XIII néo-zélandais d'origine samoane évoluant au poste de Pilier dans les années 2010 et 2020.
Spencer Leniu naît en Nouvelle-Zélandais et grandit en Australie, il fait ses débuts en National Rugby League (« NRL ») avec les Penrith Panthers lors de la saison 2019 et rempote le NRL en 2021 et 2022. Fort de ses performances en club, il est sélectionné dans l'équipe des Samoa fin 2022 pour la Coupe du monde 2021. Le pays réalise de grandes performances et termine finaliste contre l'Australie.

## Palmarès
- Collectif :
  - Vainqueur de la National Rugby League : 2021 et 2022 (Penrith).
  - Finaliste de la Coupe du monde : 2021 (Samoa).
  - Finaliste de la National Rugby League : 2020 et 2022 (Penrith).

### En club

#### Statistiques
| Saison | Club             | Compétition           | Matchs | Points | Essais | Goals | Drops |
| ------ | ---------------- | --------------------- | ------ | ------ | ------ | ----- | ----- |
| 2019   | Penrith Panthers | National Rugby League | 5      | -      | -      | -     | -     |
| 2020   | Penrith Panthers | National Rugby League | 12     | -      | -      | -     | -     |
| 2021   | Penrith Panthers | National Rugby League | 19     | 4      | 1      | -     | -     |
| 2022   | Penrith Panthers | National Rugby League | 25     | 24     | 6      | -     | -     |